# Concordat intercantonal
Pour les articles homonymes, voir Concordat (homonymie).
En droit suisse, un concordat intercantonal, aussi appelé convention intercantonale ou accord intercantonal, est un accord conclu entre plusieurs cantons pour légiférer sur un plan régional dans un domaine donné. 
L'existence des concordats intercantonaux est prévue dans l'article 48 de la Constitution suisse qui dispose que ceux-ci doivent respecter les lois fédérales et les droits des autres cantons, et que leur existence doit être connue de la Confédération.

## Exemples de concordat
- Le concordat du 18 octobre 1996 sur les entreprises de sécurité[2].
- L'accord intercantonal du 14 juin 2007 sur l'harmonisation de la scolarité obligatoire, aussi appelé concordat HarmoS.